# Collabieae
Collabieae – plemię roślin z rodziny storczykowatych (Orchidaceae). Obejmuje 19 rodzajów oraz około 450 gatunków występujących w Ameryce Północnej, Środkowej i Południowej, w Afryce, Azji, Australii oraz Oceanii.

## Systematyka
Plemię sklasyfikowane do podrodziny epidendronowych (Epidendroideae) w rodzinie storczykowatych (Orchidaceae), rząd szparagowce (Asparagales) w obrębie roślin jednoliściennych.
Wykaz rodzajów
- Acanthephippium Blume
- Acanthophippium Blume
- Ancistrochilus Rolfe
- Ania Lindl.
- Calanthe R.Br.
- Cephalantheropsis Guillaumin
- Chrysoglossum Blume
- Collabium Blume
- Devogelia Schuit.
- Diglyphosa Blume
- Eriodes Rolfe
- Gastrorchis Schltr.
- Hancockia Rolfe
- Ipsea Lindl.
- Nephelaphyllum Blume
- Pachystoma Blume
- Phaius Lour.
- Pilophyllum Schltr.
- Plocoglottis Blume
- Spathoglottis Blume
- Tainia Blume